# Lida Salin
Lida Salin (26 de noviembre de 1885 – 29 de septiembre de 1946) fue una actriz finlandesa.

## Biografía
Su verdadero nombre era Lida Irene Wallden, y nació en Asikkala, Finlandia, siendo sus padres el empresario Karl Walldèn y su esposa, Gustava Mickelson.
Aunque en sus comienzos trabajó en una imprenta, Salin empezó a actuar en el Teatro de los Trabajadores de Sörnäinen, en Helsinki, en 1905. Debutó en  el cine en 1936, rodando 32 filmes hasta el año 1946.
Fue madre de los bailarines Alf Salin, Iris Salin y Klaus Salin, así como del actor Holger Salin.
Falleció en Helsinki, Finlandia, en el año 1946. Había estado casada con Oskar Aleksander Salin.

## Filmografía
- 1936 : Tee työ ja opi pelaamaan
- 1938 : Elinan surma
- 1938 : Varastettu kuolema
- 1939 : Eteenpäin – elämään
- 1939 : Herra Lahtinen lähtee lipettiin
- 1939 : Kaksi Vihtoria
- 1939 : Punahousut
- 1939 : Vihtori ja Klaara
- 1940 : Eulalia-täti
- 1940 : Ketunhäntä kainalossa
- 1940 : One Man's Fate
- 1940 : SF-paraati
- 1940 : Simo Hurtta
- 1940 : Suotorpan tyttö
- 1940 : Tavaratalo Lapatossu & Vinski
- 1941 : Kulkurin valssi
- 1941 : Me kestämme yhteisvoimin
- 1942 : Niin se on, poijaat!
- 1942 : Onni pyörii
- 1942 : Puck
- 1942 : Synnin puumerkki
- 1943 : Maskotti
- 1943 : Salainen ase
- 1943 : Tuomari Martta
- 1944 : Dynamiittityttö
- 1944 : Herra ja ylhäisyys
- 1944 : Sellaisena kuin sinä minut halusit
- 1945 : En ole kreivitär
- 1946 : Levoton veri
- 1946 : Nuoruus sumussa